# Grande Arche

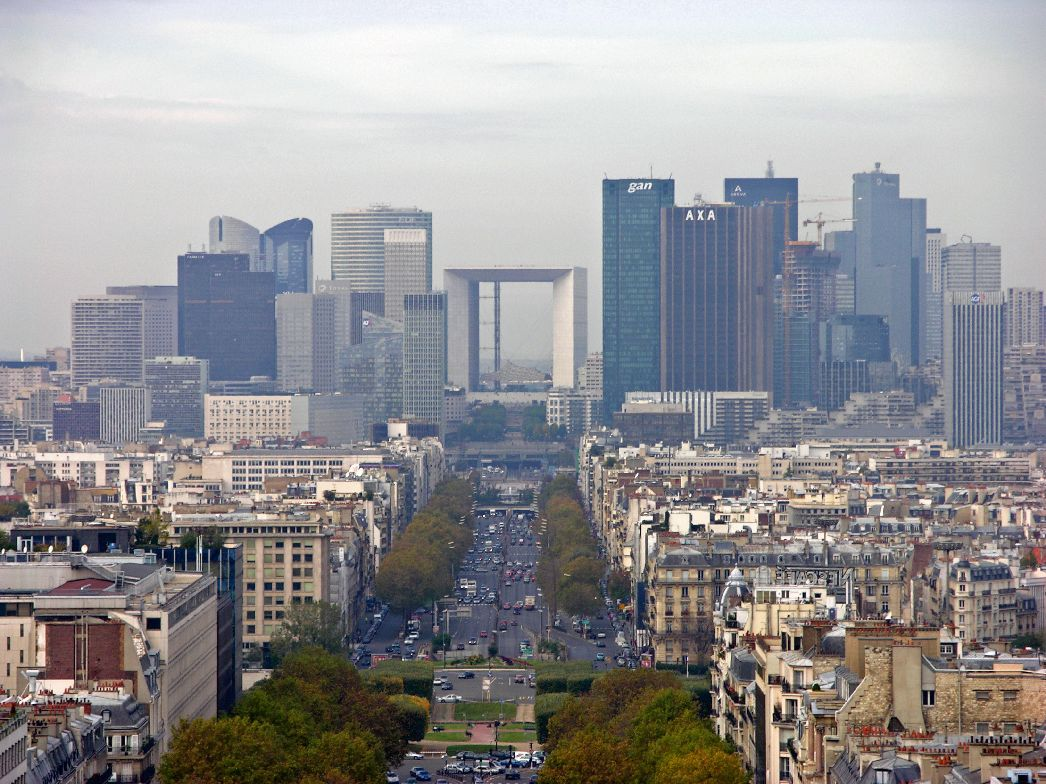
Grande Arche mitt i La Défense.

Grande Arche, med fullständigt namn Grande Arche de la Fraternité, är ett monument i kontors- och höghusområdet La Défense utanför Paris. Byggnaden ligger i kommunen Puteaux och stod färdig 1989.
Grande Arche tillkom efter en internationell arkitekttävling, som utlystes 1982 av president François Mitterrand. Tävlingen vanns av den då okände danske arkitekten Johan Otto von Spreckelsen.
Designen hos Grande Arche är avsedd att vara en 1900-talsmotsvarighet till den gamla triumfbågen. Bågen är en nästan perfekt kub med måtten bredd 108 meter, djup 112 meter och höjd 110 meter. Den består av en stomme av förspänd betong, som klätts med glas och Carraramarmor från Italien. Sidobyggnaderna innehåller olika myndigheter, medan den övre delen är ett utställningscenter.
Grande Arche ligger som avslutning på den historiska axeln, som har sin utgångspunkt i Louvren och går i en rak linje via Place de la Concorde längs Champs-Élysées och Triumfbågen ut till La Défense.

## Källa
- Eutouring